# Српскохрватски језик
Српскохрватски језик (према ISO класификацији српскохрватски макројезик) је вишезначни лингвистички термин, који се према различитим класификацијама јужнословенских језика користио за означавање посебног дијасистемског или макројезичког склопа, у који поред српског и хрватског језика спадају и данашњи бошњачки и црногорски језик. Термин је скован у 19. веку, а усвојили су га лингвисти који су се залагали за стварање јединственог књижевног језика на српско-хрватским просторима.
Током знатног дела 20. века, појам српскохрватски језик (односно хрватскосрпски језик) употребљаван је као назив за званични језик у бившој Југославији и њеним федералним јединицама: Србији, Хрватској, Босни и Херцеговини и Црној Гори. Током тог раздобља, заједничке језичке особине су у поменутим срединама промовисане не само из лингвистичких, већ и из политичких разлога, уз умањивање и занемаривање значајних језичких разлика, што је након губљења политичке подршке у време распада Југославије довело до коренитог редефинисања језичких односа у свим државама-наследницама. У савременој лингвистици постоје различита гледишта о природи српско-хрватско-бошњачко-црногорског дијасистема, који неки лингвисти сматрају плурицентричним језиком са четири стандардизована варијетета, док га други класификују као макројезик, који је састоји од четири сродна, али посебна језика.
Питање о дефинисању овог лингвистичког појма је било предмет бројних расправа, како стручних тако и политичких. Након губитка званичног ISO статуса и укидања посебног "sh" кода 2000. године, дошло је до озваничења посебних ISO кодова за српски и хрватски, односно бошњачки и црногорски језик, а нови ISO код hbs је у међувремену дефинисан као српско-хрватски макројезик, с тим што новопризнати кајкавски језик није укључен у ту макројезичку групу, тако да се званична ISO дефиниција српско-хрватског макројезика по том основу разликује од традиционалног поимања српскохрватског језика.
На дијаметрално супротним позицијама су представници србистике, који тврде „да српскохрватски језик није ништа друго него преименовани српски (вуковски) књижевни језик…“. Они тврде да: „Термин српскохрватски није лингвистички утемељен” и да „представља преименовани српски језик и у србистици га треба задржати само у подсећању на време доминације политичких над лингвистичким критеријумима“.„Овај нови назив вуковског језика, не само да је етнолингвистички споран, него представља и терминолошки нонсенс“.

## Историја
Прве замисли о стварању јединственог књижевног језика, који би служио као заједнички језик свих Срба и свих Хрвата, јавиле су се током прве половине 19. века међу јужнословенским књижевницима у тадашњем Аустријском царству. Од самог почетка, међу заговорницима таквих замисли постојала су различита мишљења о опсегу и називу будућег заједничког језика. На другој страни, постојале су бројне недоумице о природи читавог подухвата, који је задирао у осетљива етничка и политичка питања. Посебну пажњу на ток и развој овог подухвата обраћале су аустријске власти, које су промовисале политику аустрославизма. Један од главних заговорника те политике, која је подразумевала не само политичко, већ и културно везивање Словена за бечки двор, био је словеначки слависта Јернеј Копитар који је захваљујући својим високим положајима у државној управи вршио знатан утицај на развој културног живота међу Јужним Словенима у Аустријском царству.
Кључни корак ка стварању заједничког књижевног језика учињен је 1850. године, склапањем Бечког књижевног договора од стране осморице књижевника (пет Хрвата, два Србина и један Словенац). Српски учесници у склапању овог договора су били Вук Стефановић Караџић и Ђура Даничић. Овај договор је био плод разних компромиса, те је стога срочен на уопштен начин, без задирања у кључна питања као што су опсег и назив заједничког језика. Ове неодређености су довеле до различитих тумачења и расправа, које су вођене током читаве друге половине 19. века, да би почетком 20. века, у време заоштравања политичке кризе, добиле додатну политичку тежину.
Од самог почетка, постојале су одређене разлике између српске и хрватске литералне форме иако су обе базиране на штокавском наречју, односно на источно-херцеговачком дијалекту. У исто време, поставило се питање о статусу књижевног стваралаштва на другим наречјима и дијалектима. Тим поводом је долазило до честих размимоилажења између поборника језичке унификације, који су се залагали за убрзану изградњу и промовисање заједничке језичке норме, и поборника локалних језичких традиција, који су се залагали за полицентрични развој језика и књижевности.
Током 20. века, промовисани су различити концепти заједничког језика, те је тако званични језик у Краљевини Југославији називан "српско-хрватско-словеначки" док је касније у Социјалистичкој Федеративној Републици Југославији називан "српскохрватским" или "хрватскосрпским". Након распада Југославије, концепт заједничког језика је изгубио политичку подршку, тако да је у српској и хрватској средини дошло до повратка на претходно стање, које је подразумевало постојање посебних језика, српског и хрватског. Крајем 20. века, новопроглашени бошњачки језик је постао званична норма међу етничким Бошњацима, а исто се почетком 21. века догодило и са новопроглашеним црногорским језиком, који је постао званична норма међу етничким Црногорцима.

## Питање опсега
Већ током 19. века, пред српске и хрватске лингвисте који су се залагали за стварање јединственог књижевног језика заснованог на штокавском наречју, поставила су се три посебна питања, од којих се прво односило на статус чакавског, друго на статус кајкавског, а треће на однос према словеначком језику. Пошто целовитост српско-хрватског језичког склопа у смислу обухватања свих Хрвата није могла бити остварена без укључивања не само чакавског, већ и кајкавског, тим поводом се прешло преко лингвистичких показатеља, који су сведочили да је кајкавски знатно ближи словеначком но штокавском.
Корак даље је учињен након стварања Југославије (1918), када је извршен покушај условног укључивања словеначког језика у заједнички "српско-хрватско-словеначки" склоп, уз позивање на претходно укључивање кајкавског у српско-хрватски склоп. Већ приликом доношења Видовданског устава (1921) у члану 3. је званично прописано: "Службени језик Краљевине је српско-хрватски-словеначки". Иста одредба је задржана и у Уставу Краљевине Југославије из 1931. године. Иако је ова замисао након Другог светског рата напуштена, питање о постојању или непостојању лингвистичких разлога за истовремено укључивање кајкавског, а искључивање словеначког, постало је главни камен спотицања у расправама о опсегу језика и критеријумима за његово дефинисање.
На питање, због чега се кајкавски укључује, а словеначки искључује из заједничког језичког склопа, поборници заједничког језика никада нису успевали да пруже одговор који би био заснован на лингвистичким критеријумима, тако да је то питање заобиђено и приликом доношења Декларације о заједничком језику (2017). Међу поборницима заједничког српско-хрватско-бошњачко-црногорског језика построји струја која се залаже за свођење језичког опсега на штокавско наречје, што се у хрватској средини доживљава као покушај разбијања хрватског језичког корпуса, који укључује чакавски и кајкавски. Сва ова питања су предмет честих расправа, не само међу лингвистима, већ и у широј јавности.

## Особине језика
Попут осталих јужнословенских језика, српскохрватски има просту фонологију од пет самогласника и двадесет и пет сугласника. Граматика се развила првобитно из прасловенског језика са комплексним променама задржавши систем од седам падежа по којим се мењају именице, придеви, заменице и бројеви. Глаголи се мењају по временима. Српскохрватски језик толерише различит распоред истих речи мада уобичајен распоред је субјекат, предикат и објекат. Може бити писан на српској ћирилици или Гајевој латиници са тридесет слова са одговарајућим гласовима. Ортографија је веома фонемична у свим нормама.

## Називи језика у федералним јединицама бивше Југославије
Српскохрватски језик је имао различите називе у федералним јединицама бивше СФРЈ:
- СР Србија: српскохрватски
- СР Хрватска: српскохрватски или хрватскосрпски (1945—1974), хрватски или српски (1974—1991)
- СР Босна и Херцеговина: српскохрватски;
- СР Црна Гора: српскохрватски

## Данашње стандарднојезичке форме
Данашње стандарднојезичке форме које су током друге половине двадесетог века биле у саставу српскохрватске стандарднојезичке форме су:
- бошњачки језик (службен у Босни и Херцеговини)
- хрватски језик (службен у Хрватској и Босни и Херцеговини)
- српски језик (службен у Србији, Црној Гори и Босни и Херцеговини)

Као нестандардни постоји и црногорски језик, који још увек није званично нормиран, мислећи притом да се око 36% грађана Црне Горе изјаснило да говори овим језиком.
И данас има људи који се на попису становништва изјашњавају да говоре српскохрватским језиком, иако користе једну од насталих варијанти.
Многи светски лингвисти не признају данашњу социо-лингвистичку поделу јединственог српскохрватског језика на српски, хрватски, бошњачки, црногорски, итд, већ сматрају да се и даље ради о јединственом језику.
Пример истоветности српског, хрватског и бошњачког:
| Српски језик | Хрватски језик | Бошњачки језик |
| Сарајево је главни град Босне и Херцеговине. Српскохрватски језик је био један од службених језика Социјалистичке Федеративне Републике Југославије. | Sarajevo je glavni grad Bosne i Hercegovine. Srpskohrvatski jezik bio je jedan od službenih jezika Socijalističke Federativne Republike Jugoslavije. | Sarajevo je glavni grad Bosne i Hercegovine. Srpskohrvatski jezik je bio jedan od službenih jezika Socijalističke Federativne Republike Jugoslavije. |
| --- | --- | --- |

Пример разликовања српског, хрватског и бошњачког:
| Српски језик | Хрватски језик                                                                                         | Бошњачки језик                                                                                               |
| У погледу издувних гасова и загађивања ваздуха у Јерусалиму, било би потребно предузети м(ј)ере безб(ј)едности! | Glede ispušnih plinova i onečišćavanja zraka u Jeruzalemu, bilo bi potrebno poduzeti mjere sigurnosti! | U pogledu ispušnih gasova i zagađivanja vazduha u Jerusalemu, bilo bi potrebno preduzeti mjere bezbjednosti! |
| --- | --- | --- |